# Líneas de Alta Velocidad alemanas

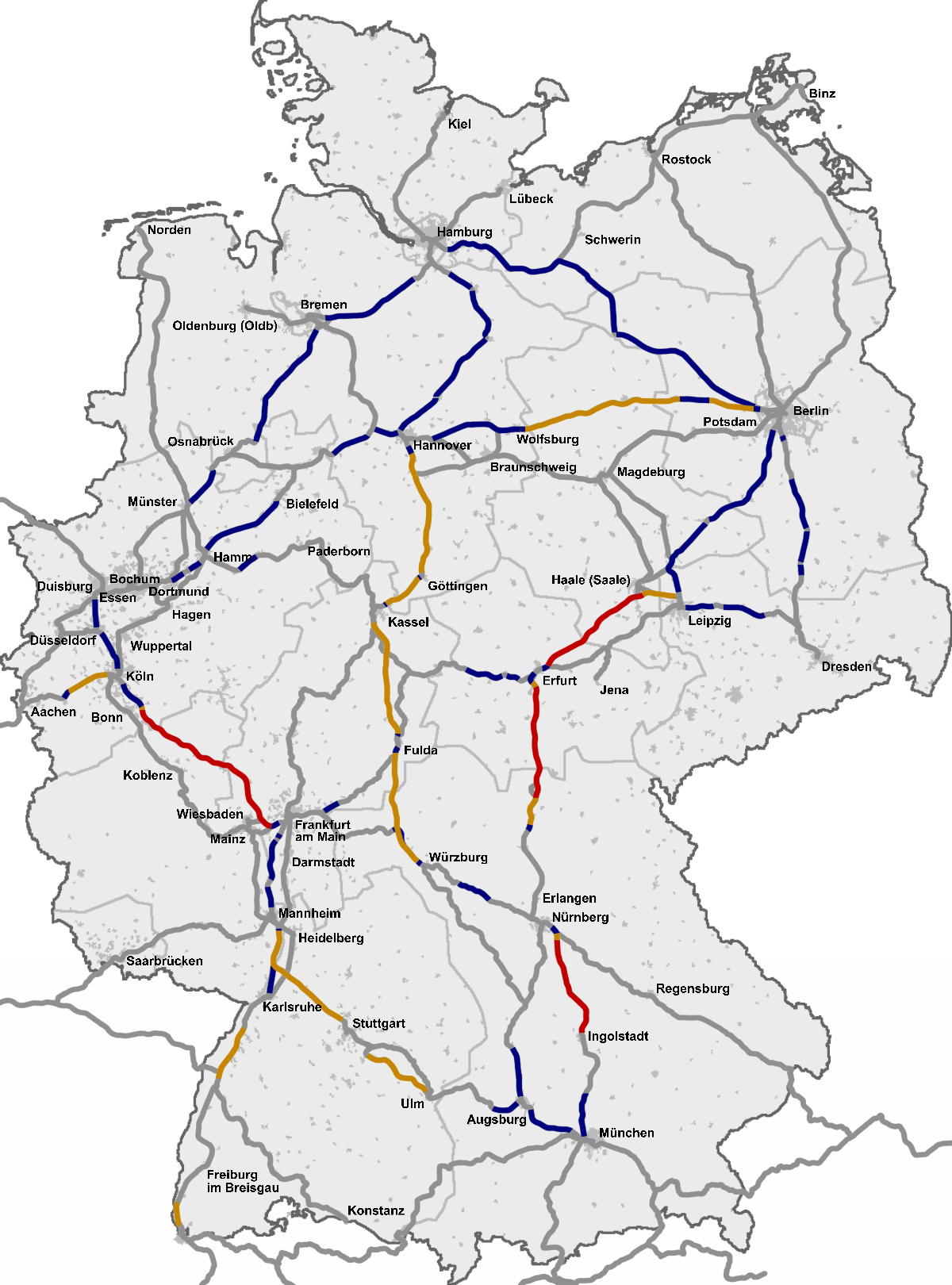
Red de los ICE (InterCity Express): rojo para Líneas de Alta Velocidad para 300 km/h, naranja para Líneas de Alta Velocidad de 250 a 280 km/h, azul para líneas mejoradas, 200 a 230 km/h y gris para otras líneas, máximo 160 km / h.

La construcción del primer Ferrocarril de Alta Velocidad en Alemania comenzó poco después de la de los LGV franceses ( lignes à grande vitesse, Líneas de Alta Velocidad). Sin embargo, las batallas legales causaron retrasos significativos, por lo que los trenes Intercity-Express (ICE) alemanes se desplegaron diez años después de que se estableciera la red TGV . 

## InterCityExpress
Los primeros trenes ICE programados regularmente corrieron el 2 de junio de 1991 desde Hamburgo-Altona a través de Hamburgo Hbf - Hannover Hbf - Kassel-Wilhelmshöhe - Fulda - Frankfurt Hbf - Mannheim Hbf y Stuttgart Hbf hacia München Hbf en la nueva línea 6 de ICE. La red ICE está más estrechamente integrada con líneas y trenes preexistentes como resultado de la diferente estructura de habitabilidad en Alemania, que tiene casi el doble de la densidad de población de Francia. Los trenes ICE llegaron a destinos en Austria y Suiza poco después de entrar en servicio, aprovechando el mismo voltaje utilizado en estos países. A partir de 2000, los trenes multisistema ICE de tercera generación ingresaron a los Países Bajos y Bélgica. La tercera generación del ICE tiene una velocidad de servicio de 330 km/h y ha alcanzado velocidades de hasta 363 km/h.
La admisión de trenes ICE en los LGV franceses se solicitó en 2001, y las pruebas se completaron en 2005. Desde junio de 2007, los ICE prestan servicio a París desde Frankfurt y Saarbrücken a través del LGV Est . 
A diferencia del Shinkansen en Japón, Alemania ha experimentado un accidente fatal en un servicio de Alta Velocidad. En el desastre del tren de Eschede en 1998, un ICE de primera generación experimentó una falla catastrófica de la rueda mientras viajaba a 200 km/h cerca de Eschede, luego de quejas de vibración excesiva. De 287 pasajeros a bordo, 101 personas murieron y 88 resultaron heridas en el descarrilamiento resultante, que se agravó por el choque del tren con el puente de una carretera y su colapso. El accidente fue el resultado del diseño defectuoso de la rueda y, después del choque, todas las ruedas ICE de ese diseño fueron rediseñadas y reemplazadas. 
Los trenes Thalys comenzaron a circular en Alemania en 1997, desde el HSL 3 belga hasta Aquisgrán y Colonia utilizando el Línea de Alta Velocidad Colonia-Aquisgrán . Los trenes TGV POS comenzaron a circular en Alemania en 2007, a Karlsruhe y Stuttgart utilizando las líneas de alta velocidad Mannheim – Stuttgart y Karlsruhe – Basilea . 

## Transrapid
Alemania ha desarrollado el Transrapid, un sistema de tren maglev . El Transrapid alcanza velocidades de hasta 550 km/h. La instalación de prueba de Emsland, con una longitud total de 31,5 km, funcionó hasta 2011 cuando se cerró y en 2012 se aprobó su demolición. En China, Shanghai Maglev Train, un maglev basado en tecnología Transrapid construido en colaboración con Siemens, Alemania, ha estado operativo desde marzo de 2004. 

## Lista de Líneas de Alta Velocidad

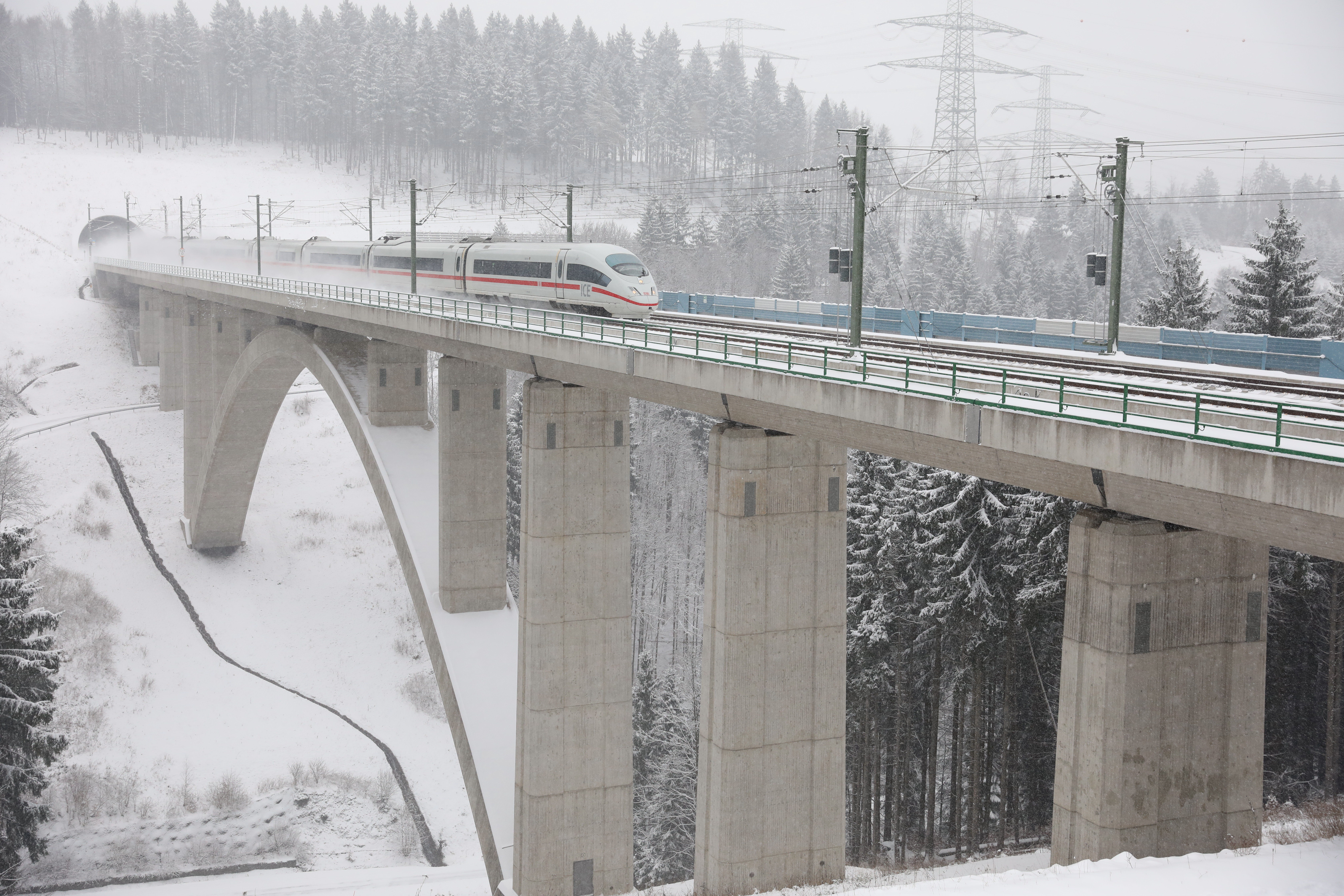
ICE de tercera generación en la Línea de Alta Velocidad Nuremberg – Erfurt

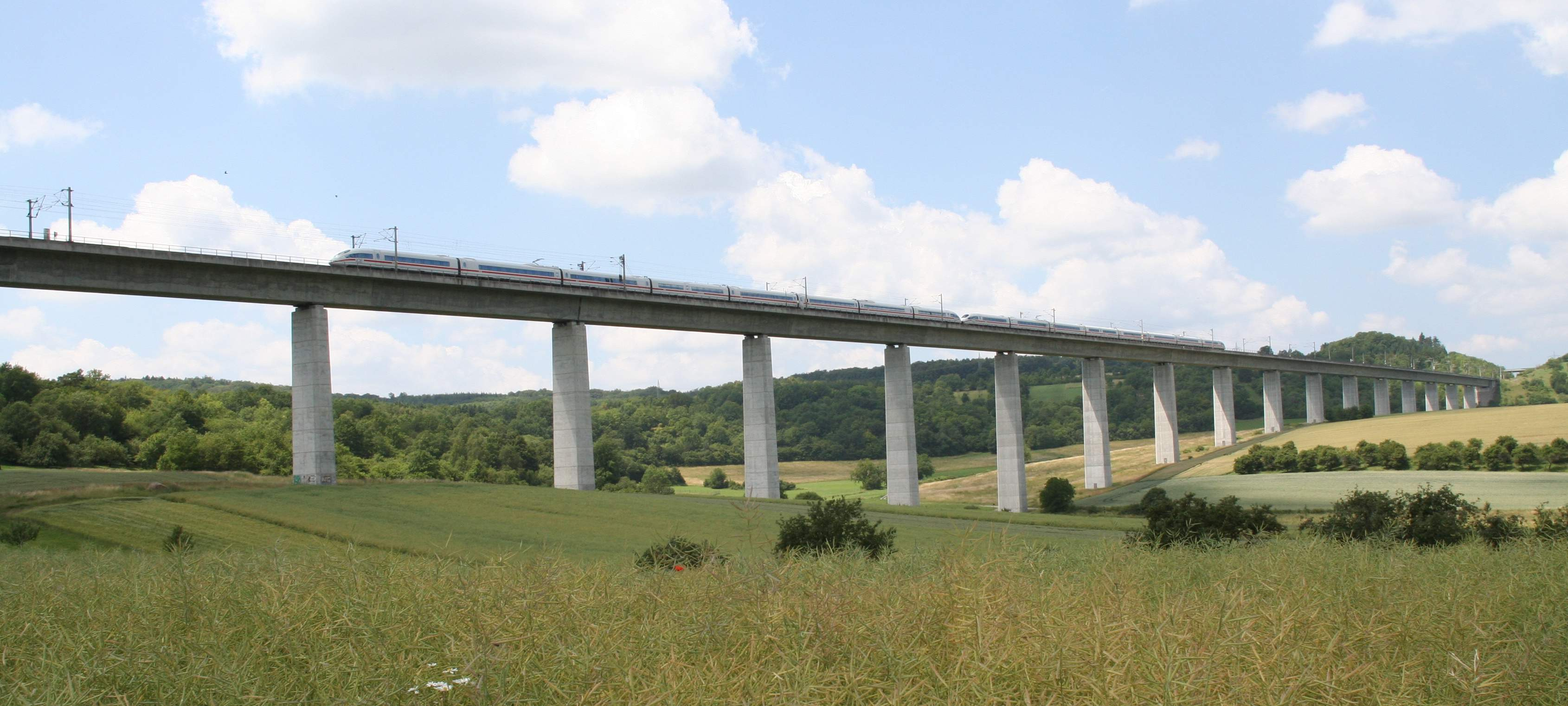
Bartelsgrabentalbrücke de la Línea de Alta Velocidad Hannover – Würzburg

### Línea mejorada
- Línea de Alta Velocidad Colonia-Aachen (línea mejorada, 250 km/h)

### Línea parcialmente nueva
Parte de estas rutas son construcciones nuevas que se ejecutan a lo largo o cerca de la ruta existente o anterior: 
- Línea de Alta Velocidad Hanóver – Berlín (línea parcialmente nueva, 250   km/h en la nueva sección, 160 y 200 km/h en las secciones existentes)
- Nuremberg – Erfurt (línea parcialmente nueva, 300 km/h)

### Línea completamente nueva
Proyectos de construcción completamente nuevos: 
- Colonia-Frankfurt (nueva línea, 300 km/h)
- Hannover-Wurzburgo (nueva línea, 280 km/h)
- Mannheim – Stuttgart (nueva línea, 280 km/h)
- Erfurt – Leipzig / Halle (nueva línea, 300 km/h)
- Wendlingen – Ulm (nueva línea, 250 km/h)

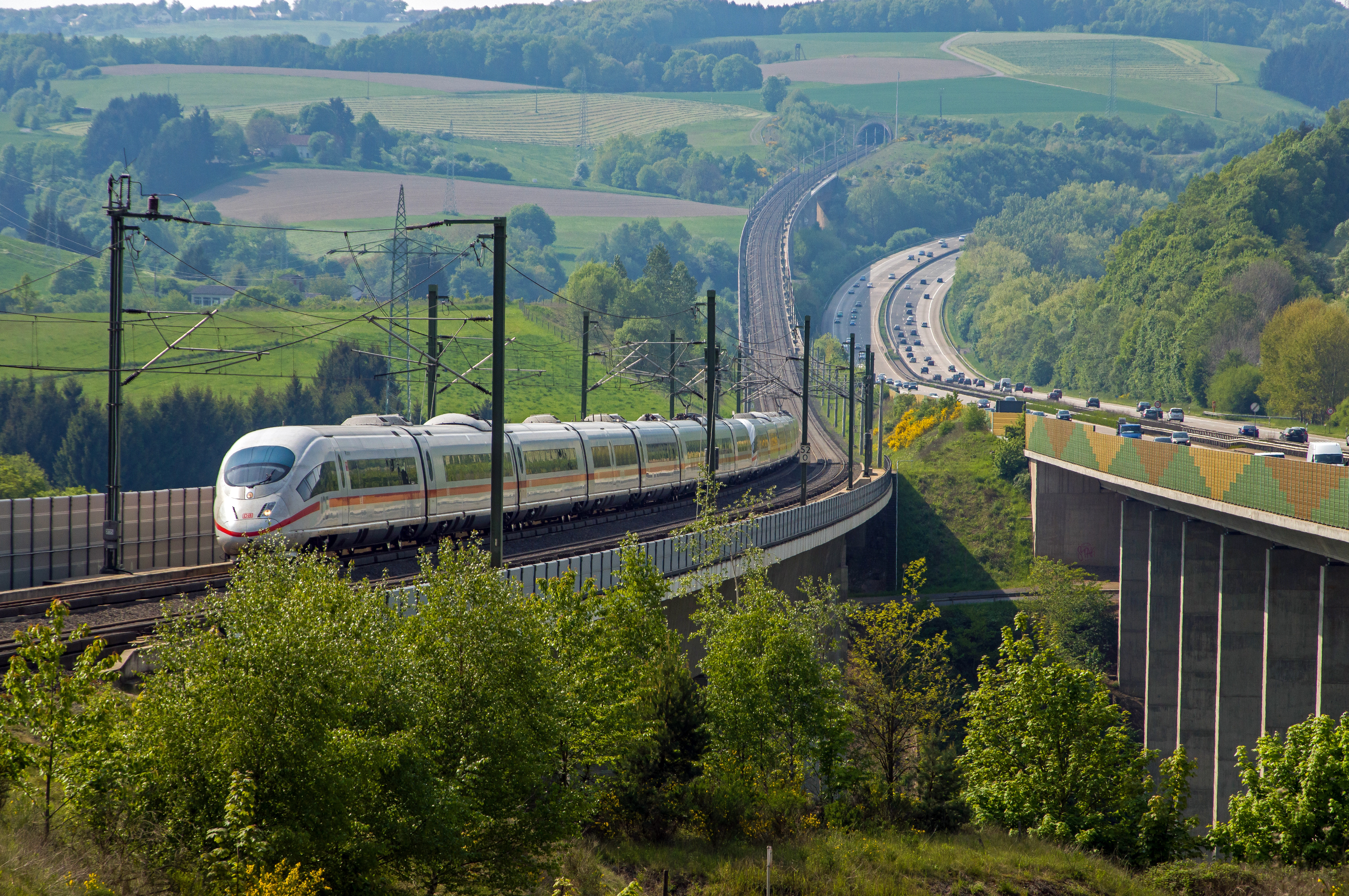
Línea de alta velocidad Köln-Frankfort

### Líneas aún no completadas
- Frankfurt-Mannheim (nueva línea, 300 km/h, en planificación)
- Karlsruhe – Basilea (nueva línea, 250 km/h, incompleto)
- Hanau-Gelnhausen (nueva línea, 300 km/h, en planificación)
- Stuttgart – Wendlingen (nueva línea, 250 km/h, en construcción)